# Chaetodontoplus chrysocephalus
Chaetodontoplus chrysocephalus е вид бодлоперка от семейство Pomacanthidae. Видът не е застрашен от изчезване.

## Разпространение и местообитание
Разпространен е в Индонезия.
Обитава океани, морета и рифове в райони с тропически климат. Среща се на дълбочина от 15 до 25 m.

## Описание
На дължина достигат до 22 cm.